# دوري اسطنبول لكرة القدم 1925–26
دوري اسطنبول لكرة القدم 1925–26 (بالتركية: 1925-26 İstanbul Futbol Ligi)‏ هو موسم من دوري اسطنبول لكرة القدم ‏. فاز فيه غلطة سراي.